# هارالد پنجم
هارالد پنجم (Harald V) (زادهٔ ۲۱ فوریه ۱۹۳۷) پادشاه نروژ است. هارالد پنجم، نوهٔ عموی فردریک نهم پدر ملکه پیشین دانمارک مارگرته دوم است. او همچنین باچهار نسل واسطه، پسرعموی شاهزاده فیلیپ (همسر ملکه الیزابت دوم بریتانیا و ایرلند شمالی) است. او همچنین نوهٔ عموی گوستاو پنجم جد اعلای کارل گوستاف شانزدهم پادشاه کنونی سوئد است. هارالد پنجم، پسرخالهٔ آلبرت دوم پادشاه پیشین بلژیک و پسرخالهٔ مادر آنری، دوک اعظم لوکزامبورگ هم هست. او چهارمین رئیس کشور پیر کنونی جهان است.

## زندگی شخصی
او پس از درگذشت پدرش اولاف پنجم در ۱۹۹۱ به پادشاهی رسید. او که فرزند پرنس اولاف، ولیعهد وقت، و پرنسس مارتا از سوئد بود در اقامتگاه ولایتعهد در اسکاوگوم متولد شد.
بعد از تولد اولاف چهارم در سال ۱۳۷۰، او نخستین شاهزاده متولد نروژ است.
او دو خواهر بزرگتر دارد: شاهزاده راگنهیلد (۱۹۳۰) که در برزیل زندگی می‌کند، و شاهزاده آسترید (متولد ۱۹۳۲) که در اسلو زندگی می‌کند.
او همچنین نتیجه ادوارد هفتم از پادشاهی انگلستان است، و همچنین در خط جانشینی تاج و تخت بریتانیا ست (در ۲۰۰۹، شصت و سومین نفر در خط). او همچنین فرزند یکی از عموزاده‌های والدین ملکه الیزابت دوم و پرنسس مارگارت و عموزاده بودوئن از بلژیک و جانشین اش آلبرت دوم است.

## به عنوان شاه نروژ
شاه رئیس صوری کلیسای نروژ است.
او یک ژنرال چهار ستاره و یک آدمیرال است، و رسماً فرمانده کل نیروهای مسلح نروژ است. گردان نگهبان پیاده‌نظام اعلیحضرت شاه محافظان شاه و خانواده سلطنتی شمرده می‌شوند، از اقامتگاه سلطنتی، شامل کاخ سلطنتی و اقامتگاه ولیعهد در اسکاوگوم و همچنین آرامگاه سلطنتی در قلعه آکرشوس محافظت می‌کنند.